# La Grande Rue

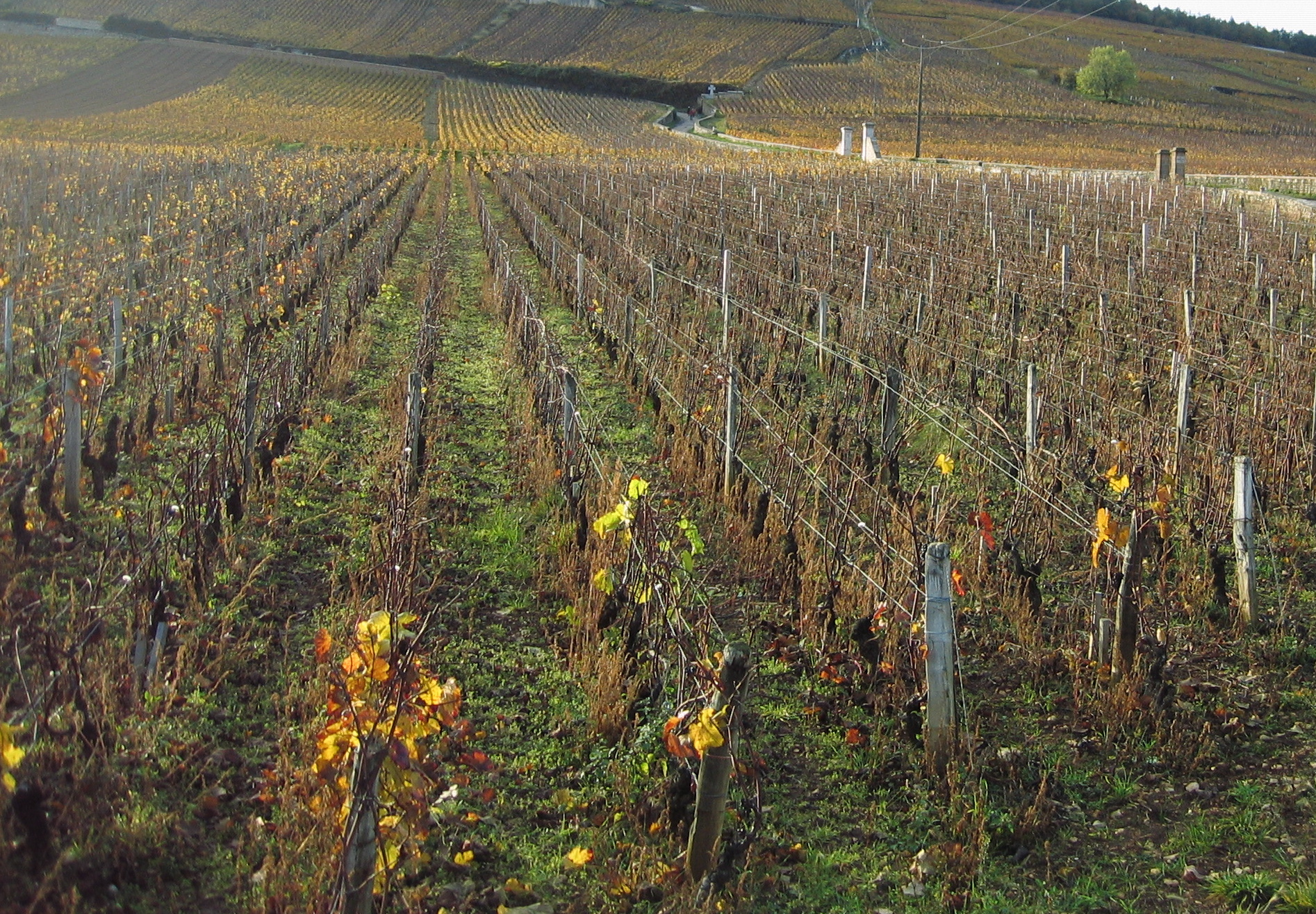
Die Weinlage La Grande Rue im Herbst vom Ort Vosne-Romanée aus gesehen. Die Lage verläuft entlang der Straße, die im rechten Bildteil durch einige Steintore erkennbar ist. Oben am Hang ist sie durch die gleiche Straße begrenzt: Am linken Bildrand sind Teile der Lage La Tâche erkennbar. Auf der anderen Straßenseite am rechten Bildrand liegen die berühmten Weinlagen La Romanée und Romanée-Conti.

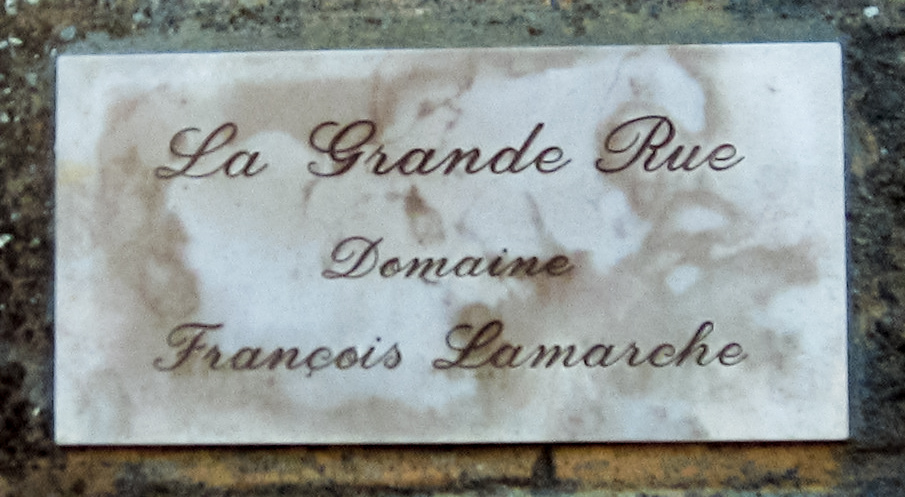
Schild am Eingang zur Lage La Grande Rue

La Grande Rue ist eine als Grand Cru eingestufte Weinlage an der Côte d’Or im französischen Burgund. Sie liegt in der Gemeinde Vosne-Romanée, hat eine Fläche von 1,65 Hektar und eine eigene Appellation. Erzeugt wird ausschließlich Rotwein.

## Lage, Klima und Boden
Die Weinlage La Grande Rue befindet sich auf einem leicht ansteigenden Osthang in 255 bis 300 m Höhe über dem Meeresspiegel. Im Norden grenzt sie an die bekannten Weinlagen La Romanée und Romanée-Conti. Östlich stößt die Lage fast unmittelbar an den Dorfkern von Vosne. Im Süden liegt die Grand Cru Lage La Tâche. La Grande Rue ist eine Monopollage der Domaine François Lamarche.
Das Klima wird dem burgundischen Übergangsklima zugeordnet, bei dem kontinentale Einflüsse gegenüber maritimen überwiegen. Die zumeist trockenen und heißen Sommer lassen den Pinot noir zwar ausreifen, große Jahrgänge entstehen aber nur, wenn kein Regen im Herbst die Lese beeinträchtigt. Bedingt durch die reine Ostlage ist das Mikroklima verhältnismäßig kühl, aber besonders sonnig. Genau unterhalb des Einschnitts der Combe de Concoeur gelegen, ist La Grande Rue vor nächtlichen Fallwinden und Spätfrösten geschützt.
Für die nördlich gelegene Stadt Dijon (316 m), galten zwischen 1961 und 1990 folgende Daten:
| Monat                                                               | Jan  | Feb  | Mär  | Apr  | Mai  | Jun  | Jul  | Aug  | Sep  | Okt  | Nov  | Dez  | Jahr  |
| ------------------------------------------------------------------- | ---- | ---- | ---- | ---- | ---- | ---- | ---- | ---- | ---- | ---- | ---- | ---- | ----- |
| Mittlere minimale Temperaturen °C                                   | −1   | 0,1  | 2,2  | 5    | 8,7  | 12   | 14,1 | 13,7 | 10,9 | 7,2  | 2,5  | −0,2 | 6,3   |
| Mittlere Temperaturen °C                                            | 1,6  | 3,6  | 6,5  | 9,8  | 13,7 | 17,2 | 19,7 | 19,1 | 16,1 | 11,3 | 5,6  | 2,3  | 10,5  |
| Mittlere maximale Temperaturen °C                                   | 4,2  | 7    | 10,8 | 14,7 | 18,7 | 22,4 | 25,3 | 24,5 | 21,3 | 15,5 | 8,6  | 4,8  | 14,8  |
| Mittlere monatliche Niederschlagsmenge (mm)                         | 49,2 | 52,5 | 52,8 | 52,2 | 86,3 | 62,4 | 51   | 65,4 | 66,6 | 57,6 | 64,2 | 62   | 732,2 |
| Quelle: Archives climatologiques mensuelles - für Dijon (1961–1990) |      |      |      |      |      |      |      |      |      |      |      |      |       |

Im Jahr 2007 galt:
| Monat                                                             | Jan | Feb | Mär | Apr  | Mai  | Jun  | Jul  | Aug  | Sep  | Okt  | Nov | Dez | Jahr |
| ----------------------------------------------------------------- | --- | --- | --- | ---- | ---- | ---- | ---- | ---- | ---- | ---- | --- | --- | ---- |
| Mittlere Temperaturen °C                                          | 5,3 | 6,4 | 6,9 | 14,7 | 15,6 | 18,5 | 18,7 | 18,2 | 14,4 | 10,7 | 5,3 | 1,6 | 11,3 |
| Quelle: Mittlere Temperaturen am Messpunkt von Dijon im Jahr 2007 |     |     |     |      |      |      |      |      |      |      |     |     |      |

Im Jahr 2008 wurden folgende Daten erhoben:
| Monat                                                             | Jan | Feb | Mär | Apr | Mai  | Jun  | Jul  | Aug  | Sep  | Okt  | Nov | Dez | Jahr |
| ----------------------------------------------------------------- | --- | --- | --- | --- | ---- | ---- | ---- | ---- | ---- | ---- | --- | --- | ---- |
| Mittlere Temperaturen °C                                          | 3,8 | 4,7 | 6,3 | 9,1 | 15,8 | 17,8 | 19,9 | 18,6 | 13,8 | 10,3 | 6,4 | 2,1 | 10,7 |
| Quelle: Mittlere Temperaturen am Messpunkt von Dijon im Jahr 2008 |     |     |     |     |      |      |      |      |      |      |     |     |      |

Der höher gelegene Teil der Weinlage ruht auf einem Oolithsockel aus dem Bathonium. Der Unterboden des tieferen Teils der Lage liegt auf Premeaux-Kalkstein. Die braune, lehmig-kalkige Rendzinaschicht von La Tâche ist im oberen Teil deutlich dünner als im unteren. Im untersten Bereich der Lage ist fossilführender Mergel des Bajocium aufgeschlossen. Die zahlreichen Kalksteine speichern die Wärme des Tages und strahlen sie in der Nacht wieder an die Reben ab. Zudem sorgen sie für eine gute Drainage.

## Wein

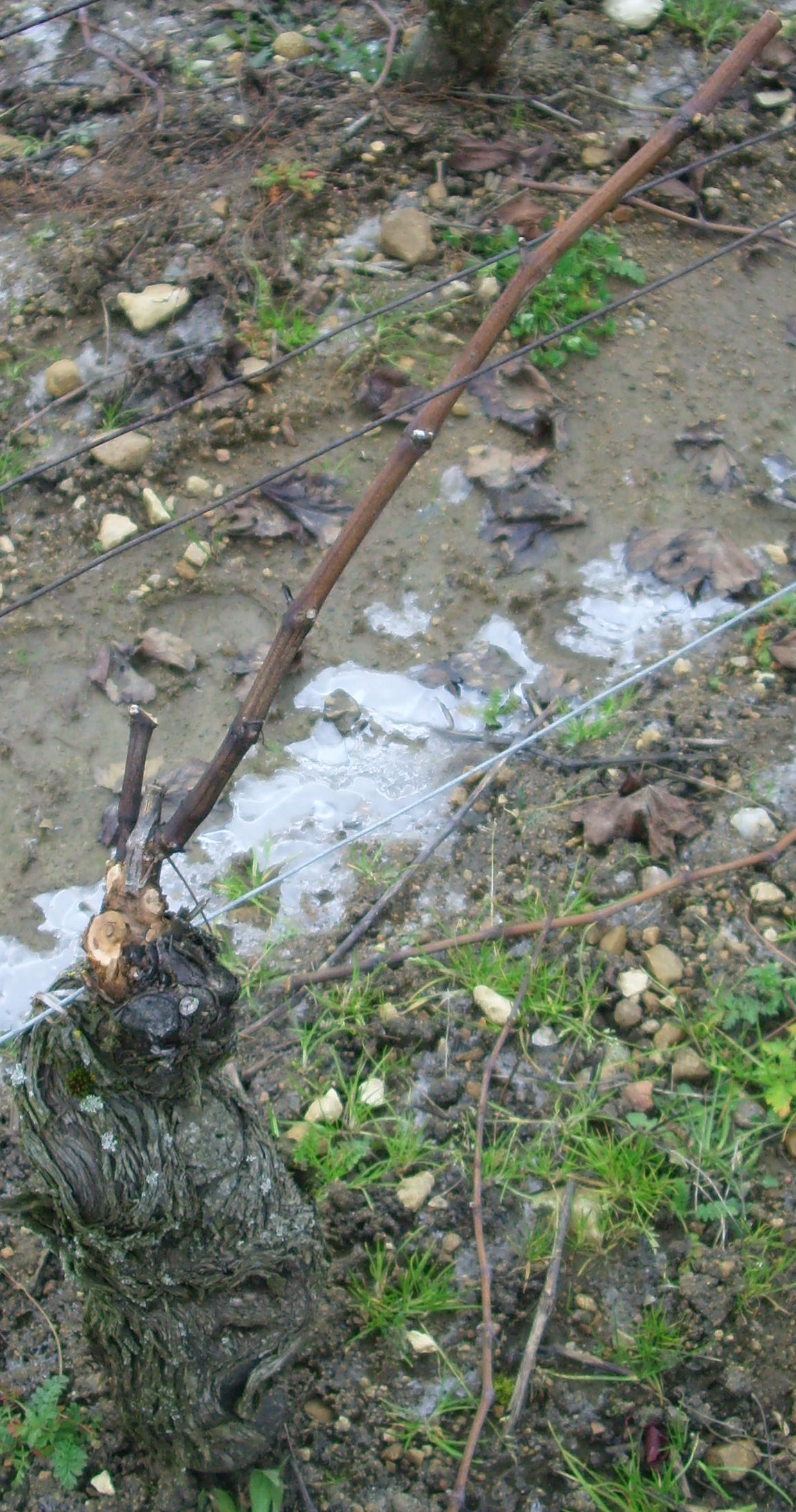
Als Reberziehung wird die in Frankreich méthode Guyot genannte Flachbogenerziehung vorgeschrieben.

Der Wein von La Grande Rue wird in der Regel ausschließlich aus Pinot noir erzeugt. Als weitere Rebsorten sind Pinot Liébault und Pinot Beurot zugelassen. Theoretisch dürfen bis zu 15 % weiße Trauben (Chardonnay, Pinot gris und Pinot blanc) verwendet werden. Der natürliche Alkoholgehalt muss mindestens 11,5 Volumenprozent betragen. Die Chaptalisation ist – wie überall in Burgund – erlaubt. Im Falle einer künstlichen Anreicherung durch Trockenzucker ist ein maximaler Alkoholgehalt von 14,5° festgelegt. Der Basisertrag beträgt jährlich 35 Hektoliter je Hektar, dieser darf maximal um 20 % überschritten werden.

## Geschichte
Im 19. Jahrhundert genossen die Weine von La Grande Rue einen hervorragenden Ruf und die Preise der Weine waren denen der direkten Nachbarlagen ebenbürtig. Als die Einzellagen des Burgunds in den 1930er Jahren eingestuft wurden, versäumte die Familie Lamarche das Einreichen eines Dossiers. In der Folge blieb der Lage der Status eines Grand Cru verwehrt.
Erst François Lamarche bemühte sich in den 1980er Jahren um eine Korrektur der Situation. Am 14. November 1989 sprach die INAO der Lage den gewünschten Status zu. Der Status wurde gesetzlich am 2. Juli 1992 bestätigt.